# Guglielmo Buccheri
Guglielmo Buccheri, detto Guglielmo Cuffitedda, anche noto come Guglielmo da Noto, Guglielmo eremita o Guglielmo di Scicli (Noto, 1309 – Scicli, 4 aprile 1404), è stato un religioso italiano, condusse vita eremitica, è considerato beato per la Chiesa cattolica.

## Biografia
Discendente dalla nobile famiglia Buccheri, fu scudiero del re di Sicilia Federico II che difese dall'attacco di un cinghiale durante una battuta di caccia, restandone ferito alla gamba destra.
Secondo la sua biografia, in seguito ad una visione di sant'Agata decise di diventare eremita. Ebbe in regalo dal re un cavallo e del denaro, che cedette a un povero mendicante in cambio dei suoi vestiti e di una "cuffitedda" (dal siciliano "coffa" borsa di foglie di palma intrecciata),  dalla quale prese uno dei nomi con i quali era conosciuto, "Guglielmo Cuffitedda". Ritiratosi in eremitaggio presso Noto, fu raggiunto da Corrado Confalonieri, che proveniva da Piacenza e divenne successivamente patrono di Noto.
In seguito all'apparizione della Madonna, si ritirò quindi a Scicli presso la chiesetta di Santa Maria della Pietà, oggi chiesa di Santa Maria La Nova.

## Culto
Gli vennero attribuiti diversi miracoli: la guarigione del nipote di Paolo Guccione, la trasformazione in ricotta della crusca del raviolo di Grazietta e lo scampanio il giorno della sua morte, il 4 aprile del 1404, venerdì santo. I cittadini di Scicli decisero di seppellirlo nella chiesa dell'Annunziata, ma lungo il tragitto si riporta che la bara divenne tanto pesante da costringere i portatori a sostare e facendo capire che il defunto voleva essere sepolto altrove. Alla recitazione delle litanie dei santi la bara si fece nuovamente più leggera quando venne nominato san Matteo e quindi l'eremita venne sepolto nella chiesa di San Matteo in Scicli.
Fu beatificato con rito breve del 9 aprile 1537 da papa Paolo III.
Le sue reliquie sono rinchiuse in un busto di argento che lo raffigura, a sua volta custodito in un'urna d'argento nella chiesa madre di Scicli.
Dal Martirologio Romano alla data del 4 aprile: A Scicli in Sicilia, beato Guglielmo Cuffitelli, eremita, che, abbandonata la passione per la caccia, visse per cinquantasette anni in solitudine e in povertà.